# Mariedal, Jönköping
Mariedal  är en byggnad vid nuvarande Barnarpsgatan på Väster i Jönköping, som uppfördes 1850 som manbyggnad på ett landeri av grosshandlaren och snusfabrikören Gustaf Westman (född 1812), ägare av Dahlgren & Westmans Snusfabrik. Den låg en bit söder om Jönköpings skjutsstation och omedelbart söder om utvärdshuset Stora Limugnen. 
Villan hade ursprungligen två fristående flyglar, en stor trädgård och egen brygga vid Munksjön. Westmans handelsgård låg på Smedjegatan på Öster och sträckte sig likaså till Munksjön.
Norr om Mariedal låg under 1700-talet de båda kalkugnarna Stora Limugnen och Lilla Limugnen nära varandra söder om Jönköping vid Munksjöns västra strand. Där brändes kalksten, också kallad limsten, som kom med fartyg (så kallade råbockar) från kalkbrott i Harge utanför Askersund. Den användes som flussmedel i8 masugnar vid framställning av järn av malmen i Tabergs bergslag. På grannfastigheten Stora Limugnen uppfördes i början av 1800-talet huset Annettenburg, som 1810–1830 inrymde en spelkortsfabrik, åren 1858–1887 var utvärdshuset Stora Limugnen och därefter Pålle Carlssons skola.
Munksjö bruk köpte Mariedal 1891, varefter villan blev disponentbostad fram till 1961. Jönköpings läns landsting köpte fastigheten 1963 och använde Mariedal till kontor. Sedan 2005 ägs fastigheten av det av kommunen majoritetsägda Högskolefastigheter i Jönköping AB och används som konferenslokaler för Högskolan i Jönköping.